# Ácido sulfínico

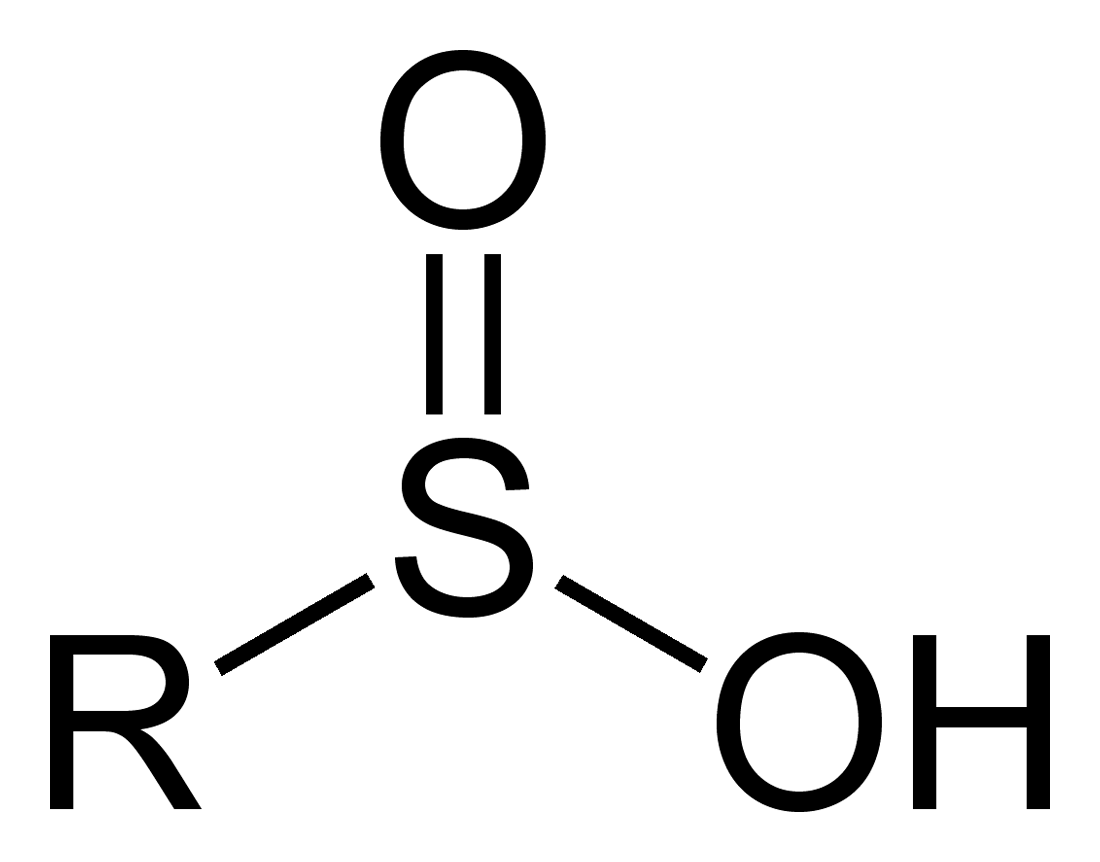
Estructura general de los ácidos sulfínicos.

Los ácidos sulfínicos son oxoácidos orgánicos de azufre con  estructura RSO(OH) donde R es un radical orgánico. En estos compuestos organosulfurados , el azufre tiene una geometría piramidal .  Son ácidos más fuertes que los ácidos carboxílicos. Los ácidos sulfínicos no son muy estables, aunque si lo son muchos de sus derivados, como sales, amidas y ésteres. Las amidas y los ésteres pueden obtenerse en formas ópticamente activas. 

## Preparación
Generalmente se preparan in situ mediante acidificación de las correspondientes sales de sulfinato, que suelen ser más estables que el ácido. Estas sales se generan por reducción de cloruros de sulfonilo. Una ruta alternativa es la reacción de los reactivos de Grignard con dióxido de azufre . Los sulfinatos de metales de transición también se generan mediante la inserción de dióxido de azufre en alquilos metálicos, una reacción que puede proceder a través de un complejo de dióxido de azufre metálico .

## Ejemplos
|                                                                      |
| Dióxido de tiourea, agente reductor utilizado en la industria textil |

|                                                                |
| Hipotaurina, un intermediario en la biosíntesis de la taurina. |

|                                             |
| Hidroximetilsulfinato de sodio (Rongalita). |

Un ejemplo de ácido sulfínico simple y muy estudiado es el ácido fenilsulfínico. Un ácido sulfínico comercialmente importante es el dióxido de tiourea, que se prepara mediante la oxidación de tiourea con peróxido de hidrógeno . 
{\displaystyle {\ce {(NH2)2CS + H2O2 -> (NH)(NH2)CSO2H + H2O}}}
Otro ácido sulfínico importante, desde el punto de vista comercial, es el ácido hidroximetilsulfínico, que normalmente se emplea como su sal sódica (HOCH2SO2Na).  El hidroximetilsulfinato de sodio, también llamado Rongalita, es un importante agente reductor.

## Sulfinatos
La base conjugada de un ácido sulfínico es un anión sulfinato. La enzima cisteína dioxigenasa convierte la L-cisteína en el sulfinato correspondiente (3-sulfino-L-alanina). Un producto de esta reacción catabólica es la hipotaurina del ácido sulfínico. 